# Chasquibum

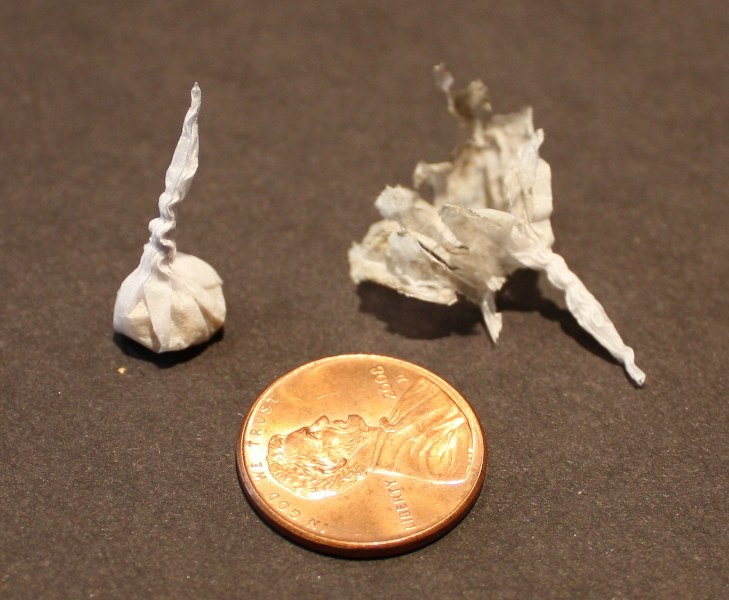
Dos chasquibumes comerciales, uno de ellos ya ha sido consumido.

Un chasquibum es un elemento pirotécnico recreativo que consta de una pequeña bolsa de seda rellena con pólvora y piedras que al impactar produce una pequeña explosión.

## Composición
Los chasquibumes están compuestos de una pequeña cantidad de grava o arena gruesa mezclada con una cantidad ínfima de fulminato de plata (~0,2 miligramos) de alto poder explosivo. Están recubiertos por papel de seda con una forma similar a una cereza pequeña, en donde la cola de papel permite que sean asidos con seguridad de que no van a explotar. El fulminato de plata, sensible a la fricción, estalla cuando se lo pisa, se lo enciende o se lo arroja sobre una superficie dura, produciendo un sonido agudo similar al de un petardo.
La detonación en sí no es peligrosa, y además la proporción extremadamente alta de grava por sobre lo explosivo actúa como amortiguador que impide que la explosión produzca daño físico alguno, incluso si estalla en la mano. La explosión no proyecta los fragmentos de grava, lo que hace del chasquibum un elemento seguro para su uso como juguete infantil, propósito para el cual se han vendido ampliamente en todo el mundo desde la década de 1950. También son una parte común de las celebraciones del Año Nuevo chino.

## Producción
Entre los principales países productores de chasquibumes, destacan Brasil, Corea del Sur, Ecuador y China. En gran parte del mundo están disponibles para venta general en jugueterías o en negocios de pirotecnia. Típicamente vienen empaquetados con aserrín para evitar que estallen cuando los envases comerciales son manipulados.
Algunos países son más restrictivos en la venta e imponen una edad mínima para la compra. En algunos estados de Estados Unidos, la edad mínima es de 17 o 18. [cita requerida] En Reino Unido, la edad mínima para la compra es de 16.

## En la cultura popular
- En la película The Goonies (1985), Data usa chasquibumes como "trampas bomba" contra la familia Fratelli durante su persecución.
- En la película Police Story 2, se arrojan chasquibumes contra el inspector de policía Chan Ka-kui (Jackie Chan).
- El artista estadounidense Rickie Lee Jones usó el diseño de la caja de Pop Pop (marca de chasquibumes) para la portada de su álbum de nombre homónimo de 1991.
- En la comedia Big Daddy (1999), Julian arroja chasquibumes a su padre Kevin.
- En el episodio "Good Times with Weapons" de South Park, Cartman molesta a Kyle tirándole a cada rato chasquibumes a sus pies.
- En el episodio "Pilot" de American Horror Story, unos hermanos gemelos hacen uso de los chasquibumes para asustar a otras personas.[4]
- En el videojuego Yandere Simulator, es posible pedir una caja de chasquibumes de Info-chan, y usarlas para crear distracciones; asimismo es posible fabricar chasquibumes en el taller de la escuela.